# Jacques Barrot
Jacques Barrot (Sinjau, 3 de febrer de 1937 - Neuilly-sur-Seine, 3 de desembre de 2014) fou un polític francès que va tenir diversos càrrecs de ministre al seu país. També va,ser vicepresident, comissari Europeu de Transport i Comissari de Justícia, Llibertat i Seguretat a la Comissió Barroso.

## Biografia
Va néixer el 3 de febrer de 1937 a la ciutat occitana de Sinjau, població situada al departament de l'Alt Loira. Va estudiar dret a la Universitat de París i va continuar amb estudis de sociologia.
Comença l'activitat política a la seva regió natal com a membre de la Unió per a la Democràcia Francesa (UDF). L'any 1966 esdevé membre del Consell General de la regió de l'Alt Loira, del qual va ser president entre el març de 1976 i el març de 2001.
L'any 1967 fou elegit diputat a l'Assemblea Nacional francesa per la seva regió. Ocupà diversos càrrecs polítics en diversos governs de Jacques Chirac i Raymond Barre. Finalment l'abril de 1978 va ser nomenat Ministre de Comerç i el juliol de 1979 Ministre de Sanitat i de Seguretat Social en dos governs d'aquest últim. El maig de 1995 fou novament nomenat ministre Ministre de Treball i Afers Socials en el govern d'Alain Juppé, càrrec que va ocupar fins al juny de 1997.
Membre de la Unió pel Moviment Popular (UMP) l'abril de 2004 fou nomenat Comissari de Política Regional en la Comissió Prodi en substitució del dimissionari Michel Barnier, que va esdevenir ministre d'Afers Exteriors de França. En la formació de la Comissió Barroso el novembre de 2004 fou nomenat comissari del Transport i Vicepresident d'aquesta.
Morí el 3 de desembre de 2014 a Neuilly-sur-Seine, municipi limítrof de París, als 77 anys, mentre viatja en metro.